# Ченоа (Іллінойс)
Ченоа (англ. Chenoa) — місто (англ. city) в США, в окрузі Маклейн штату Іллінойс. Населення — 1720 осіб (2020).

## Географія
Ченоа розташована за координатами 40°44′15″ пн. ш. 88°43′40″ зх. д. / 40.73750° пн. ш. 88.72778° зх. д. (40.737561, -88.727910).  За даними Бюро перепису населення США в 2010 році місто мало площу 6,40 км², з яких 6,28 км² — суходіл та 0,12 км² — водойми.

### Клімат
| Клімат : Ченоа          | Клімат : Ченоа | Клімат : Ченоа | Клімат : Ченоа | Клімат : Ченоа | Клімат : Ченоа | Клімат : Ченоа | Клімат : Ченоа | Клімат : Ченоа | Клімат : Ченоа | Клімат : Ченоа | Клімат : Ченоа | Клімат : Ченоа | Клімат : Ченоа |
| Показник                | Січ.           | Лют.           | Бер.           | Квіт.          | Трав.          | Черв.          | Лип.           | Серп.          | Вер.           | Жовт.          | Лист.          | Груд.          | Рік            |
| Середній максимум, °C   | 0,7            | 3,4            | 10,3           | 17,8           | 23,6           | 28,4           | 29,5           | 28,7           | 25,6           | 18,6           | 10,3           | 2,4            | 16,6           |
| Середня температура, °C | −4             | −1,5           | 4,6            | 11,2           | 17,1           | 22,2           | 23,7           | 22,6           | 18,8           | 12,4           | 5,4            | −1,9           | 10,9           |
| Середній мінімум, °C    | −8,7           | −6,6           | −1,2           | 4,7            | 10,6           | 15,9           | 17,8           | 16,6           | 12,1           | 8,9            | 4,1            | −1,5           | 5,1            |
| Норма опадів, мм        | 43             | 37             | 74             | 84             | 101            | 93             | 90             | 77             | 73             | 78             | 78             | 62             | 898            |
| ----------------------- | -------------- | -------------- | -------------- | -------------- | -------------- | -------------- | -------------- | -------------- | -------------- | -------------- | -------------- | -------------- | -------------- |
| Джерело: NOAA           |                |                |                |                |                |                |                |                |                |                |                |                |                |

## Демографія
Згідно з переписом 2010 року, у місті мешкало 1785 осіб у 720 домогосподарствах у складі 487 родин. Густота населення становила 279 осіб/км².  Було 784 помешкання (123/км²).
Расовий склад населення:
| - 96,1 % — білих - 0,8 % — азіатів - 0,4 % — чорних або афроамериканців - 0,1 % — корінних американців - 1,0 % — осіб інших рас |

До двох чи більше рас належало 1,6 %. Частка іспаномовних становила 4,1 % від усіх жителів.
За віковим діапазоном населення розподілялося таким чином: 24,5 % — особи молодші 18 років, 59,3 % — особи у віці 18—64 років, 16,2 % — особи у віці 65 років та старші. Медіана віку мешканця становила 39,9 року. На 100 осіб жіночої статі у місті припадало 103,5 чоловіків;  на 100 жінок у віці від 18 років та старших — 100,1 чоловіків також старших 18 років.
Середній дохід на одне домашнє господарство  становив 66 026 доларів США (медіана — 51 958), а середній дохід на одну сім'ю — 73 384 долари (медіана — 61 979). Медіана доходів становила 44 904 долари для чоловіків та 33 021 долар для жінок. За межею бідності перебувало 7,9 % осіб, у тому числі 7,9 % дітей у віці до 18 років та 8,4 % осіб у віці 65 років та старших.
Цивільне працевлаштоване населення становило 901 осіб. Основні галузі зайнятості: освіта, охорона здоров'я та соціальна допомога — 17,4 %, роздрібна торгівля — 15,8 %, виробництво — 12,0 %, фінанси, страхування та нерухомість — 11,1 %.